# Ahmose (công chúa)

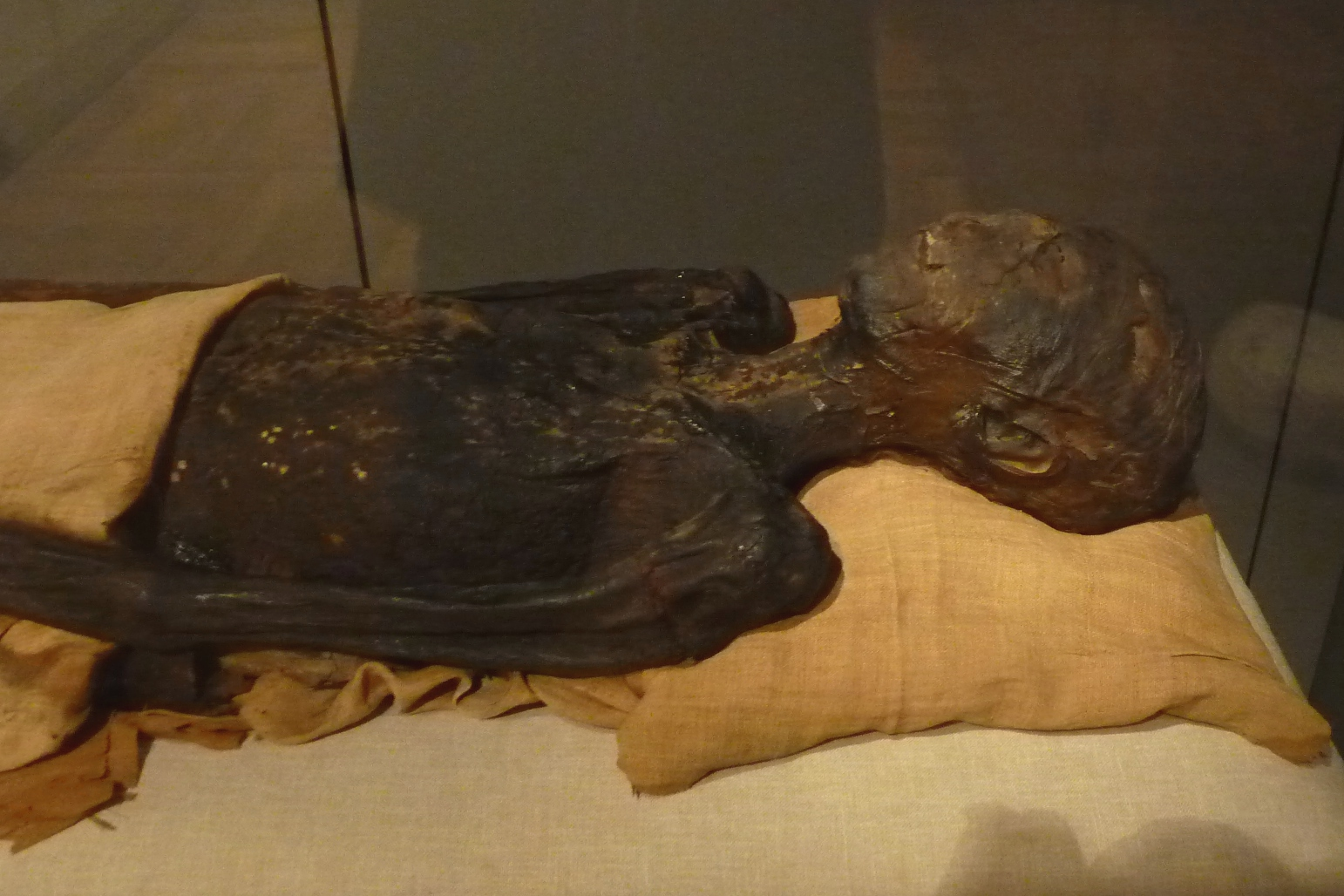
Xác ướp của công chúa Ahmose. Turin, Museo Egizio

Ahmose ("Đứa con của Mặt trăng") là một công chúa thuộc vương triều thứ Mười Bảy của Ai Cập. Bà là người con gái duy nhất được biết đến của Seqenenre Tao với người em gái ruột Sitdjehuti. Bà là người em gái cùng cha khác mẹ với pharaon Ahmose I và vương hậu Ahmose-Nefertari. Danh hiệu của bà là Con gái của Vua, Chị em gái của Vua.
Ahmose dường như đã sống lâu hơn những người anh chị em cùng cha khác mẹ nổi tiếng của mình. Bà có thể đã qua đời dưới triều đại của Thutmose I (Vương triều thứ Mười Tám của Ai Cập).

## Ngôi mộ QV47
Bà được chôn cất trong ngôi mộ QV47 thuộc Thung lũng các Hoàng hậu. Ngôi mộ của bà được cho là ngôi mộ đầu tiên được xây dựng trong thung lũng này. Ngôi mộ này khá là đơn giản và bao gồm một căn phòng và một giếng chôn cất. Ngôi mộ này nằm trong một thung lũng phụ có nên là thung lũng của hoàng tử Ahmose. Xác ướp của công chúa Ahmose được Ernesto Schiaparelli phát hiện trong các cuộc khai quật của ông từ năm 1903-1905. Xác ướp của bà hiện đang nằm tại Bảo tàng Ai Cập của Turin, Italy.
Bên cạnh xác ướp, Schiaparelli còn tìm thấy các vật phẩm tang lễ bao gồm một mảnh vỡ thuộc cỗ quan tài của bà, dép da, và những đoạn rời của một mảnh vải lanh có viết 20 chương thuộc Quyển sách của cái chết. Tất cả những hiện vật này hiện được lưu giữ ở Turin.